# Copa Independência de Futebol Sub-17 de 2015
A Copa Independência de Futebol Sub-17 de 2013 será a quinta edição deste evento esportivo, um torneio internacional de futebol masculino Sub-17, que ocorre no México. A competição ocorrerá de 21 a 27 de setembro de 2015.

## Regulamento
O torneio é disputado através do sistema de Grupos e Eliminatórias. Na primeira fase, as dez equipes são divididas em dois grupos de cinco, aonde disputam os jogos dentro de seu grupo, e são classificadas de acordo com o sistema de pontos corridos.
Para a segunda fase se classificam os dois primeiros colocados de cada grupo, respeitando-se os critérios de desempate da competição. Nesta fase os clubes se enfrentam em jogo único, o primeiro colocado do Grupo A enfrenta o segundo do Grupo B e o primeiro do Grupo B o segundo do Grupo A, classificando-se os vencedores de cada disputa à final da competição, que também ocorre em jogo único. Os perdedores dos confrontos semifinais, decidem a terceira colocação também em jogo único.

### Critérios de desempate
Em caso de empate por pontos entre dois clubes, os critérios de desempate serão aplicados na seguinte ordem:
1. Número de vitórias
2. Saldo de gols
3. Gols pró
4. Gols contra
5. Número de cartões vermelhos
6. Número de cartões amarelos
7. Sorteio

## Classificação final
A classificação final é determinada através da fase em que a seleção alcançou e a sua pontuação, levando em conta os critérios de desempate.
| Pos.                        | Seleção | Gr | Pts | J | V | E | D | GP | GC | SG |
| --------------------------- | ------- | -- | --- | - | - | - | - | -- | -- | -- |
| Final                       |         |    |     |   |   |   |   |    |    |    |
| 1                           |         |    |     |   |   |   |   |    |    |    |
| 2                           |         |    |     |   |   |   |   |    |    |    |
| Decisão do 3º e 4º lugares  |         |    |     |   |   |   |   |    |    |    |
| 3                           |         |    |     |   |   |   |   |    |    |    |
| 4                           |         |    |     |   |   |   |   |    |    |    |
| Eliminados na primeira fase |         |    |     |   |   |   |   |    |    |    |
| 5                           |         |    |     |   |   |   |   |    |    |    |
| 6                           |         |    |     |   |   |   |   |    |    |    |
| 7                           |         |    |     |   |   |   |   |    |    |    |
| 8                           |         |    |     |   |   |   |   |    |    |    |
| 9                           |         |    |     |   |   |   |   |    |    |    |
| 10                          |         |    |     |   |   |   |   |    |    |    |

## Premiações
| Copa Independência de Futebol Sub-17 de 2015 |
| México                                       |
| -------------------------------------------- |
| Campeão (?º título)                          |